# به‌زودی (فیلم ۱۹۹۹)
به‌زودی (به انگلیسی: Coming Soon) فیلمی محصول سال ۱۹۹۹ و به کارگردانی کولت بورسون است. در این فیلم بازیگرانی همچون بونی روت، گبی هافمن، تریشا وسی، رایان رینولدز، یاسمین بلیث، میا فارو، رایان اونیل، جیمز رودی رودریگز، اسپالدینگ گری، پیتر باگدانوویچ، اشتون کوچر، جیمز مک‌کافری و ویکتور آرگو ایفای نقش کرده‌اند.